# Tacky
Tacky är en webbtidning för skateboard, surfing och snowboard som 2015 fanns i Belgien, Danmark, Finland, Frankrike, Italien, Nederländerna, Norge, Polen, Storbritannien, Sverige och USA.
Tacky har sitt ursprung i Norge där den första Tacky-sidan startades år 2000 och har efter det spritt sig till övriga länder.
År 2018 var norska Tacky.no en del av Core media. De uppgav att de nådde 200 000 människor i Norge.